# Igor Galo
Igor Galo (ur. 5 grudnia 1948 w Ćuprii) – serbski aktor.

## Kariera
W 1968 roku wystąpił jako jeden z głównych bohaterów w filmie 2 mamy, 2 ojców (Imam dvije mame i dva tate) w reżyserii Krešimira Golika. Obraz ten był jego debiutem aktorskim. Od tego momentu odegrał ponad siedemdziesiąt ról filmowych i telewizyjnych, z których dwadzieścia było rolami głównymi. Ostatnią postać, Janusa alias Kontrolera, wykreował w amerykańsko-chorwackim filmie akcji Śmiertelna misja (Ultimate Force, 2005), w którym partnerował Mirko Filipovićowi.

## Filmografia
- 2005: Śmiertelna misja (Ultimate Force) jako Janus/Kontroler
- 2001: Newenas weite Reise
- 1995: Rabljeva freska jako Peter
- 1992: Zlatne godine jako Jakov Petras
- 1990: Sapore di morte
- 1988: Operacja „Paratrooper” (Private War) jako porucznik
- 1987: Oddział „Czarna Pantera” (Tempi di guerra)
- 1985: Czerwone i czarne (Crveni i crni)
- 1984: Clash jako David
- 1984: Memed My Hawk
- 1982: Nemir
- 1977: Akcija stadion
- 1977: Żelazny Krzyż (Cross of Iron) jako porucznik Meyer (niewymieniony w czołówce)
- 1975: Doktor Mladen jako Racan
- 1972: Walter broni Sarajewa (Valter brani Sarajevo)
- 1972: Poslijepodne jednog fazana jako Milivoj
- 1971: Maškarada
- 1969: Divlji andjeli jako Fred
- 1968: 2 mamy, 2 ojców (Imam dvije mame i dva tate) jako Zoran